# Грыс, Мертын
Ме́ртын Грыс, немецкий вариант — Мартин Грюс (н.-луж. Mjertyn Grys; нем. Martin Grüß, 8 октября 1808 год, деревня Гохоза, Нижняя Лужица — 12 октября 1878 года, деревня Нова Вес, Нижняя Лужица) — серболужицкий педагог, поэт и народный композитор. Автор нескольких музыкальных гимнов.
Родился в 1808 году в серболужицкой деревне Гохозы. С 1834 по 1837 году обучался в педагогическом училище в Тшупце. Потом, чтобы получить высшее педагогическое образование, продолжил своё обучение в семинарии в Новой Цали (Wirchensee). Работал учителем в серболужицких деревнях Модла, Дешанк и Нова Вес.
Написал несколько музыкальных гимнов, которые опубликовал в периодических изданиях «Serbski Casnik» и «Časopis Maćicy Serbskeje».
Сочинения
- Dwanasćo kjarližow, Chóśebuz ,1864
- Spiwanje młodym a starym, tužnym a wjasołym, Chóśebuz, 1867